# Równanie Keplera
Równanie Keplera – równanie przestępne wiążące anomalię średnią z anomalią mimośrodową na eliptycznej orbicie keplerowskiej:
{\displaystyle E-e\sin E=n(t-t_{\mathrm {p} })=M,}
gdzie:
{\displaystyle M} – anomalia średnia,
{\displaystyle E} – anomalia mimośrodowa,
{\displaystyle e} – mimośród orbity,
{\displaystyle t_{\mathrm {p} }} – moment przejścia ciała przez perycentrum orbity,
{\displaystyle t} – moment czasu na który liczymy anomalię,
{\displaystyle n} – ruch średni {\displaystyle {\frac {2\pi }{T}},} gdzie {\displaystyle T} jest okresem orbitalnym, który można też wyrazić jako
{\displaystyle n={\sqrt {\frac {G(M+m)}{a^{3}}}},}
gdzie:
{\displaystyle G} – stała grawitacji,
{\displaystyle M} – masa ciała centralnego,
{\displaystyle m} – masa ciała którego ruch opisujemy,
{\displaystyle a} – długość półosi wielkiej eliptycznej orbity.
Rozwiązanie równania Keplera jest jednym z kroków niezbędnych do powiązania położenia ciała na orbicie z czasem.
Równanie to jest nierozwiązywalne analitycznie. Można je rozwiązać metodami numerycznymi (np. metodą Newtona lub metodą siecznych), poszukując pierwiastka funkcji:
{\displaystyle f(E)=E-e\sin E-M.}
Wyznaczona z równania Keplera anomalia mimośrodowa wiąże się z anomalią prawdziwą poprzez zależność:
{\displaystyle \operatorname {tg} {\frac {E}{2}}={\sqrt {\frac {1-e}{1+e}}}\cdot \operatorname {tg} {\frac {\nu }{2}},}
gdzie:
{\displaystyle \nu } – anomalia prawdziwa.
Odpowiednikiem równania Keplera dla orbity hiperbolicznej jest hiperboliczne równanie Keplera:
{\displaystyle M=e\sinh H-H,}
gdzie:
{\displaystyle H} – hiperboliczna anomalia mimośrodowa,
natomiast w przypadku orbity parabolicznej zależność pomiędzy anomalią prawdziwą a czasem opisuje równanie Barkera:
{\displaystyle {\frac {1}{3}}\operatorname {tg} ^{3}{\frac {\nu }{2}}+\operatorname {tg} {\frac {\nu }{2}}=2n(t-t_{p}).}